# Mai Tagami
Mai Tagami (jap. 田上 麻衣, Tagami Mai; * 22. Januar 1980 in Kōbe) ist eine japanische Marathonläuferin.
Bei ihrem Debüt 1999 wurde sie nationale Studentenmeisterin in 2:39:37 h. 2002 wurde sie Achte beim Boston-Marathon in 2:32:00. 2003 wurde sie Zehnte beim Osaka Women’s Marathon und Dritte beim Hokkaidō-Marathon. 2004 stellte sie als Dritte beim Kagawa-Marugame-Halbmarathon mit 1:11:18 h ihren persönlichen Rekord im Halbmarathon auf und wurde, ebenfalls mit Bestzeit, Zweite beim Hokkaidō-Marathon in 2:29:43 h. 2006 kam sie beim Hokkaidō-Marathon erneut auf den zweiten Platz. 2008 wurde sie Sechste beim Nagoya-Marathon, Vierte beim Hokkaidō-Marathon und siegte beim Melbourne- und beim Athen-Marathon.
Mai Tagami ist eine Absolventin der Universität Tsukuba. Sie lebt in Chiba und wird von Yoshio Koide trainiert, der schon Olympiasiegerin Naoko Takahashi betreute.